# Khawhai
Khawhai è una suddivisione dell'India, classificata come census town, di 2.408 abitanti, nel distretto di Champhai, nello stato federato del Mizoram. In base al numero di abitanti la città rientra nella classe VI (meno di 5.000 persone).

## Geografia fisica
La città è situata a 23° 22' 0 N e 93° 7' 0 E e ha un'altitudine di 1.368 m s.l.m.

## Società

### Evoluzione demografica
Al censimento del 2001 la popolazione di Khawhai assommava a 2.408 persone, delle quali 1.221 maschi e 1.187 femmine. I bambini di età inferiore o uguale ai sei anni assommavano a 418, dei quali 213 maschi e 205 femmine. Infine, coloro che erano in grado di saper almeno leggere e scrivere erano 1.882, dei quali 962 maschi e 920 femmine..